# NGC 116
NGC 116 è una presunta galassia lenticolare situata nella costellazione della Balena.
La sua individuazione è stata annunciata nel 1865 dall'astronomo italiano Gaspare Stanislao Ferrari.
La sua distanza dal nostro sistema solare è stata ipotizzata in 350 milioni di anni luce e avrebbe un diametro di circa 62.000 anni luce.

## Dubbi sulla sua esistenza
La galassia è stata individuata nel 1865 dall'astronomo italiano Gaspare Ferrari, ma osservazioni successive indicano che non esiste nessun oggetto celeste alle coordinate indicate dallo scopritore e quindi andrebbe considerato come "oggetto perduto" o "inesistente" o frutto di un errore nel riportare i dati.
L'unico oggetto di una certa rilevanza nei dintorni è la galassia PGC 1671, identificata dal database NASA/IPAC che però annota che NGC identification is very uncertain. Anche WikiSky ipotizza che si tratti dello stesso oggetto.